# Drążek Panharda

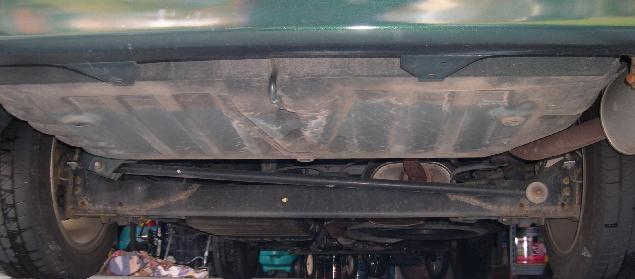
Drążek Panharda w Mazda MPV

Drążek Panharda – element zawieszenia tylnej osi samochodu, połączony z jednej strony z osią, natomiast z drugiej – z nadwoziem. Jego funkcja polega na utrzymywaniu właściwej pozycji tylnej osi względem nadwozia, zwłaszcza w autach ze sztywną tylną osią (gdzie znacząco poprawia właściwości jezdne).
Po raz pierwszy został użyty na początku XX wieku przez firmę Panhard.